# Didcot
Didcot è una cittadina di 25 231 abitanti della contea dell'Oxfordshire, in Inghilterra. Situata nella valle del Tamigi, si trova una ventina di km a sud di Oxford.
Didcot ospita una grossa centrale termoelettrica a ciclo combinato di carbone, gasolio e metano.
È stata inoltre famosa, fino al 1995, sede del team Williams F1.